# Okręgowe rozgrywki w piłce nożnej woj. białostockiego, łomżyńskiego, suwalskiego (1991/1992)
58. Edycja okręgowych rozgrywek w piłce nożnej województwa białostockiego

16. Edycja okręgowych rozgrywek w piłce nożnej województwa łomżyńskiego i suwalskiego

Okręgowe rozgrywki w piłce nożnej województwa białostockiego, łomżyńskiego, suwalskiego prowadzone są przez okręgowe związki piłki nożnej: białostocki, łomżyński i suwalski.
Mistrzostwo okręgu :

- białostocko-łomżyńskiego zdobyła Jagiellonia II Białystok.

- suwalskiego zdobyła Nida Ruciane-Nida.

Puchar Polski okręgu:

- białostockiego zdobył MZKS Wasilków

- łomżyńskiego zdobyła Olimpia Zambrów

- suwalskiego zdobyły Wigry Suwałki.
Drużyny z województwa białostockiego, łomżyńskiego i suwalskiego występujące w centralnych i makroregionalnych poziomach rozgrywkowych:
- 1 Liga - brak
- 2 Liga - Jagiellonia Białystok
- 3 Liga - Wigry Suwałki, Olimpia Zambrów, MZKS Wasilków, ŁKS Łomża, Mamry Giżycko.

| Rozgrywki       | Poziomy rozgrywkowe w sezonie 1991/1992 | Poziomy rozgrywkowe w sezonie 1991/1992 | Poziomy rozgrywkowe w sezonie 1991/1992 | Poziomy rozgrywkowe w sezonie 1991/1992 | Poziomy rozgrywkowe w sezonie 1991/1992 | Poziomy rozgrywkowe w sezonie 1991/1992 | Poziomy rozgrywkowe w sezonie 1991/1992 |
| --------------- | --------------------------------------- | --------------------------------------- | --------------------------------------- | --------------------------------------- | --------------------------------------- | --------------------------------------- | --------------------------------------- |
| Centralne       | I poziom ligowy                         | I Liga                                  | I Liga                                  | I Liga                                  | I Liga                                  | I Liga                                  | I Liga                                  |
| Centralne       | II poziom ligowy                        | II Liga - 2 grupy                       | II Liga - 2 grupy                       | II Liga - 2 grupy                       | II Liga - 2 grupy                       | II Liga - 2 grupy                       | II Liga - 2 grupy                       |
| Makroregionalne | III poziom ligowy                       | III Liga - 8 grup                       | III Liga - 8 grup                       | III Liga - 8 grup                       | III Liga - 8 grup                       | III Liga - 8 grup                       | III Liga - 8 grup                       |
|                 |                                         | OZPN Łomża                              | OZPN Białystok                          | OZPN Białystok                          | OZPN Suwałki                            | OZPN Suwałki                            |                                         |
| Okręgowe        | IV poziom ligowy                        | Klasa Okręgowa (białostocko-łomżyńska)  | Klasa Okręgowa (białostocko-łomżyńska)  | Klasa Okręgowa (białostocko-łomżyńska)  | Klasa Okręgowa (suwalska)               | Klasa Okręgowa (suwalska)               |                                         |
| Okręgowe        | V poziom ligowy                         | Klasa A (łomżyńska)                     | Klasa A (białostocka)                   | Klasa A (białostocka)                   | Klasa A Gr.I                            | Klasa A Gr.II                           |                                         |
| Okręgowe        | VI poziom ligowy                        |                                         | Klasa B Gr.I                            | Klasa B Gr.II                           |                                         |                                         |                                         |

## Klasa Okręgowa - IV poziom rozgrywkowy
Grupa białostocko-łomżyńska
| Poz. | Drużyna                      | M  | Z  | R | P  | Bramki | Punkty |
| ---- | ---------------------------- | -- | -- | - | -- | ------ | ------ |
| 1    | Jagiellonia II Białystok (s) | 22 | 19 | 2 | 1  | 90-24  | 40     |
| 2    | Warmia Grajewo               | 22 | 15 | 5 | 2  | 60-22  | 35     |
| 3    | Cresovia Siemiatycze (b)     | 22 | 13 | 1 | 8  | 56-39  | 27     |
| 4    | Pogoń Łapy                   | 22 | 12 | 2 | 8  | 66-33  | 26     |
| 5    | Olimpia II Zambrów*          | 22 | 10 | 4 | 8  | 54-45  | 24     |
| 6    | Włókniarz Białystok          | 22 | 9  | 4 | 9  | 47-52  | 22     |
| 7    | Tur Bielsk Podlaski          | 22 | 7  | 5 | 10 | 42-61  | 19     |
| 8    | Sokół Sokółka                | 22 | 7  | 5 | 10 | 37-53  | 19     |
| 9    | Unia Ciechanowiec            | 22 | 6  | 6 | 10 | 40-52  | 18     |
| 10   | Narew Choroszcz              | 22 | 6  | 2 | 14 | 36-58  | 14     |
| 11   | Promień Mońki (b)            | 22 | 5  | 2 | 15 | 27-59  | 12     |
| 12   | Ziemowit Nowogród            | 22 | 4  | 0 | 18 | 33-90  | 8      |

- Grom Czerwony Bór gra jako Olimpia II Zambrów.
- Po sezonie z rozgrywek wycofał się Ziemowit Nowogród.

Grupa suwalska
| Poz. | Drużyna               | M  | Z  | R  | P  | Bramki | Punkty |               |
| ---- | --------------------- | -- | -- | -- | -- | ------ | ------ | ------------- |
| 1    | Nida Ruciane-Nida     | 28 | 24 | 3  | 1  | 79-17  | 51     | baraż-porażka |
| 2    | Mazur Ełk (s)         | 28 | 22 | 3  | 3  | 109-22 | 47     |               |
| 3    | LKS Lega              | 28 | 18 | 4  | 6  | 78-32  | 40     |               |
| 4    | Jurand Bemowo Piskie  | 28 | 12 | 10 | 6  | 46-32  | 34     |               |
| 5    | Mazur Pisz            | 28 | 13 | 6  | 9  | 59-47  | 32     |               |
| 6    | Czarni Olecko         | 28 | 12 | 6  | 10 | 46-42  | 30     |               |
| 7    | Sparta Augustów       | 28 | 11 | 6  | 11 | 56-55  | 28     |               |
| 8    | Tęcza Oracze          | 28 | 9  | 9  | 10 | 42-37  | 27     |               |
| 9    | Rominta Gołdap        | 28 | 9  | 7  | 12 | 57-54  | 25     |               |
| 10   | Piast Rakowo Małe (b) | 28 | 8  | 7  | 13 | 47-69  | 23     |               |
| 11   | MKS Orzysz (b)        | 28 | 8  | 4  | 16 | 51-94  | 20     |               |
| 12   | Vęgoria Węgorzewo     | 28 | 6  | 6  | 16 | 34-61  | 18     |               |
| 13   | Mazur Wydminy         | 28 | 7  | 3  | 18 | 53-105 | 17     |               |
| 14   | Pomorzanka Sejny      | 28 | 5  | 4  | 19 | 39-84  | 14     |               |
| 15   | Orkan Drygały         | 28 | 4  | 6  | 18 | 25-70  | 14     |               |

- Zmiana nazwy Meprozet na MKS Orzysz.

Eliminacje do III ligi
- Nida Ruciane-Nida : Nowakowski Nowy Dwór Maz. 0:2, Nowakowski : Nida 2:0, awans Nowakowski.

## Klasa A – V poziom rozgrywkowy
Grupa białostocka
| Poz. | Drużyna                      | M  | Z  | R | P  | Bramki | Punkty |
| ---- | ---------------------------- | -- | -- | - | -- | ------ | ------ |
| 1    | Skra Czarna Białostocka      | 20 | 15 | 3 | 2  | 58-19  | 33     |
| 2    | Lampart Dobrzyniewo Duże (b) | 20 | 12 | 4 | 4  | 44-23  | 28     |
| 3    | Supraślanka Supraśl          | 20 | 12 | 2 | 6  | 53-30  | 26     |
| 4    | Ognisko Białystok            | 20 | 9  | 6 | 5  | 46-36  | 24     |
| 5    | Relax Uhowo                  | 20 | 9  | 4 | 7  | 49-39  | 22     |
| 6    | Orkan Poświętne              | 20 | 7  | 5 | 8  | 33-29  | 19     |
| 7    | Gryf Michałowo (b)           | 20 | 7  | 4 | 9  | 43-52  | 18     |
| 8    | Krypnianka Krypno            | 20 | 4  | 7 | 9  | 30-39  | 15     |
| 9    | Iskra Narew                  | 20 | 5  | 4 | 11 | 36-58  | 14     |
| 10   | Orzeł Kleszczele             | 20 | 4  | 4 | 12 | 27-46  | 12     |
| 11   | Rudnia Zabłudów (b)          | 20 | 3  | 3 | 14 | 27-75  | 9      |
| 12   | Husar Nurzec (s)             |    |    |   |    |        |        |

- Po I rundzie z rozgrywek wycofał się Husar Nurzec, wyniki anulowano.

Grupa łomżyńska
| Poz. | Drużyna                      | M  | Z | R | P | Bramki | Punkty | Ł/O |
| ---- | ---------------------------- | -- | - | - | - | ------ | ------ | --- |
| 1    | Ruch Wysokie Mazowieckie (s) | 20 | - | - | - | 93-18  | 35     |     |
| 2    | Wissa Szczuczyn (b)          | 20 | - | - | - | 65-23  | 29     |     |
| 3    | Orzeł Kolno (b)              | 20 | - | - | - | 60-32  | 26     |     |
| 4    | Sokół Sokoły (b)             | 20 | - | - | - | 19-74  | 11     |     |
| 5    | Sparta Szepietowo            | 20 | - | - | - | 25-56  | 10     |     |
| 6    | LZS Orion Pszczółczyn (b)    | 20 | - | - | - | 30-89  | 9      |     |

- Rozegrano podwójną liczbę kolejek.

Grupa suwalska
| Poz. | Drużyna                 | M  | Z | R | P | Bramki | Punkty |
| ---- | ----------------------- | -- | - | - | - | ------ | ------ |
| 1    | Znicz Biała Piska       | 18 |   |   |   | 54-21  | 30     |
| 2    | Pogoń Ryn               | 18 |   |   |   | 55-25  | 27     |
| 3    | Unia Woźnice            | 18 |   |   |   | 46-23  | 23     |
| 4    | Polonez Nowa Wieś Ełcka | 18 |   |   |   | 44-21  | 21     |
| 5    | Polonia Raczki          | 18 |   |   |   | 38-39  | 16     |
| 6    | KS Prostki              | 18 |   |   |   | 28-35  | 16     |
| 7    | Olimpia Miłki           | 18 |   |   |   | 37-43  | 15     |
| 8    | Orzeł Stare Juchy       | 18 |   |   |   | 25-37  | 10     |
| 9    | Zwiastun Kruklanki      | 18 |   |   |   | 36-59  | 10     |
| 10   | Grom Wieliczki          | 18 |   |   |   | 16-73  | 3      |

- Po sezonie z rozgrywek wycofały się drużyny Gromu Wieliczki i Zwiastuna Kruklanki.

## Klasa B - VI poziom rozgrywkowy
Białostocka - gr.I
| Poz. | Drużyna                        | M  | Z | R | P | Bramki | Punkty |
| ---- | ------------------------------ | -- | - | - | - | ------ | ------ |
| 1    | Hetman Białystok               | 18 |   |   |   | 80-18  | 29     |
| 2    | LZS Krynki                     | 18 |   |   |   | 59-20  | 29     |
| 3    | LZS Stelmachowo                | 18 |   |   |   | 59-17  | 27     |
| 4    | LZS Minkowce                   | 18 |   |   |   | 48-33  | 21     |
| 5    | Meteor Kamienna Nowa           | 18 |   |   |   | 61-44  | 20     |
| 6    | LZS Jatwieź Duża               | 18 |   |   |   | 57-44  | 18     |
| 7    | Kora Korycin                   | 18 |   |   |   | 44-51  | 17     |
| 8    | Pogranicze Kuźnica Białostocka | 18 |   |   |   | 40-50  | 15     |
| 9    | Start Białystok                | 18 |   |   |   | 12-92  | 4      |
| 10   | LZS Janów                      | 18 |   |   |   | 16-107 | 0      |

Białostocka - gr.II
| Poz. | Drużyna                      | M  | Z | R | P | Bramki | Punkty |
| ---- | ---------------------------- | -- | - | - | - | ------ | ------ |
| 1    | Enor Białystok               | 18 | - | - | - | 78-20  | 31     |
| 2    | Żubr Drohiczyn               | 18 | - | - | - | 46-28  | 23     |
| 3    | LZS Piliki                   | 18 | - | - | - | 41-45  | 23     |
| 4    | RKS SPIUR Orla               | 18 | - | - | - | 48-41  | 22     |
| 5    | LZS Łapy-Szołajdy            | 18 | - | - | - | 36-29  | 22     |
| 6    | LZS Juchnowiec               | 18 | - | - | - | 48-24  | 21     |
| 7    | Błyskawica Dubicze Cerkiewne | 18 | - | - | - | 33-36  | 13     |
| 8    | LZS Turośń Kościelna         | 18 | - | - | - | 38-49  | 12     |
| 9    | Karmin Brańsk                | 18 | - | - | - | 30-58  | 12     |
| 10   | Huragan Dasze                | 18 | - | - | - | 2-67   | 1      |

## Puchar Polski – rozgrywki okręgowe
- BOZPN – MZKS Wasilków : Ognisko Białystok 8:0
- ŁOZPN – Olimpia Zambrów : ŁKS Łomża 4:0
- SOZPN – Wigry Suwałki : Mazur Ełk 2:0